# Celjski grad
Celjski grad (Celjski zgornji grad in tudi Stari grad Celje) je nekdanji grad in sedež grofov Celjskih. Leži na triadni vzpetini ob jugovzhodnem robu Celja, kjer reka Savinja v okljuku zavije v laško povprečno dolino. Danes poteka na gradu faza raznih večjih prenov, čez nekaj let bodo Evropski kulturni skladi, država, občina in druge ustanove, ki se s tem ukvarjajo, prenovile še Friderikov stolp, še delno neurejene zgodovinske zbirke, itd. V svojem času je predstavljal največjo utrdbo na slovenskem ozemlju.

## Zgodovina
Najstarejša omemba Celjskega gradu izhaja iz leta 1322 »purch Cylie«, kasneje pa so ga omenjali pod imeni »vest Cili« (1341), »castrum Cilie« (1451), »gsloss Obercili« (1468) ipd. Značilno je, da se je ime »Obercili« - Gornje Celje pojavilo šele po izumrtju roda grofov Celjskih. Prvotno se je imenoval grad Celje.
Prvotno grajsko poslopje (romanski kastelni grad) so v prvi polovici 13. stoletja postavili grofje Vovbrški s Koroške na zahodni skalni kopi grajskega grebena. Imelo je značaj nepravilnega obodnega gradu. V talni ploskvi je imel obliko petkotnika, oziroma štirikotnika z zalomljeno južno stranico, ki se je prilagodila terenu. Prvi zapisi o gradu segajo med letoma 1125 in 1137; verjetno ga je zgradil mejni grof Gunter. V zahodnem delu je stala večnadstropna stavba, palacij, od katere so se v delcih ohranili obodni zidovi. V vzhodnem delu je bilo zaprto dvorišče z velikim vodnim zbiralnikom. Na vzhodni, najbolj izpostavljeni strani, je bil zidni ščitni plašč, nekako 3 m višji od preostalega obodnega zidovja. Na vrhu je bil zavarovan s hurdo, obrambnim hodnikom. V takšni obliki je predstavljal tipični ministerialski grad tedanjega časa.

### Grad v lasti Žovneških in Celjskih
Prvotni grad je verjetno zgorel in propadel v bojih med Žovneškimi gospodi in Aufensteinovci. Vhod v grad so Žovneški svobodniki uredili s severne strani. Gradu so še pred letom 1300 dodali novi venec obzidja in ga na severni strani okrepili z obrambnim stolpičem, ki je varoval dohod v notranjost grajskega jedra. Obzidje je segalo od naravne zajede na vzhodu do prepadnih sten na severovzhodu. Vhod so prestavili na južno stran, kjer je še danes.
Po izumrtju njihove rodbine leta 1334 je grad prešel v roke Žovneških gospodov, od leta 1341 grofov Celjskih, in od leta 1436 Celjskih knezov. Grofje Celjski so začeli utrdbo preurejati v udobnejše stanovanjsko bivališče in uradno prebivališče. Okoli leta 1400 so dodali štirinadstropni obrambni stolp in ga kasneje imenovali Friderikov stolp (bergfrid). Na vzhodni strani dvorišča je bil velik trinadstropni stanovanjski stolp, ki je najbolje ohranjeni del gradu za Friderikovim stolpom. Na zahodnem delu je bila prava stanovanjska stavba (palas). Tu so bili prostori za ženske (kamenate). Ta del se je končal ob ozkem predgradju in je slabo ohranjen. Na južni strani je bil na palas prizidan Andrejev stolp. V nadstopju je imel kapelico svetega Andreja. S srednjeveškim orožjem gradu ni bilo moč zavzeti, le sestradali so ga lahko, čeprav je iz gradu vodil skriven prehod k žitnici. Celjski grofje so v tem času že prenehali bivati na gradu in so imeli na njem gradnika (kastelana), poveljnika gradu z oboroženim spremstvom.
Ob potresu leta 1348 se je porušil del romanskega palacija s pečino vred. Porušeni del so na novo pozidali in ga prestavili proti notranjosti dvorišča. V 15. stoletju so razširili predgradje na vzhodni strani grebena vse do skalne kope. Tu se je obzidje povezalo z močnim peterokotnim obrambnim stolpom. V drugi polovici 16. stoletja je grad doživel ponovno prezidavo. Obrambno zidovje se je zvišalo v jedru kot tudi v predgradju. Uredili so tudi notranje dvorišče. Posodobljen del obzidja so opremili z renesančnimi strelnimi linami.

### Grad Gornje Celje v času Svetega rimskega cesarstva
Prvi cesarski oskrbnik je leta 1461 postal Krištof pl. Ungnad, drugi pa leta 1463 Jurij pl. Apfaltrer. V letu 1470 je prevzel Stari grad v oskrbo Andrej pl. Hohenwart. Ob prevzemu je obljubil, da bo za grad lepo skrbel in ga vzdrževal. To službo je opravljal vse do svoje smrti leta 1503. Kot grajski glavar mu je sledil Jakob pl. Landau, sicer vladarjev upravnik na Gornjem in Spodnjem Švabskem. Glavarstvo je od cesarja Maksimilijana I., tedaj še nemškega kralja, prejel leta 1506, saj mu je Landau posodil 10.000 goldinarjev.
V letu 1514 je bil Landau še glavar. Dve leti kasneje 1516 je bil začasni glavar Bernard Raunacher. Cesar mu je naročil, da mora takoj izročiti celjsko glavarstvo Gašperju Herbstu in se zadovoljiti z uživanjem dohodkov Novega mesta (Rudolfswert). Kasneje so mu sledili še drugi. Večina glavarjev je opravljala dolžnosti vicedoma in oskrbnika gospoščine. Kmalu je vloga gradu postajala vse manj obrambna in vse bolj gospodarska.
Gornjeceljski grad je bil tedaj najpomembnejši grad ne samo na Slovenskem, ampak v vseh Vzhodnih Alpah. Celotni grad je imel površino približno 5500 m². Iz sedanjih razvalin in iz ohranjenih upodobitev je moč dobiti popolnejšo sliko gradu. Njegov arhitekturni razvoj je uveljavil nekatere rešitve, po katerih so se zgledovali mnogi gradovi na ozemljih, do koder je segal vpliv celjskih zvezda.
Grad je začel propadati kmalu po tem, ko je izgubil svoj strateški pomen. Ob koncu 17. stoletja na Friderikovem stolpu ni bilo več strehe. Nima je več že tudi na Vischerjevi upodobitvi gradu iz leta 1681. Pri obnovi spodnjega (mestnega) gradu so leta 1748 pobrali strešno opeko. V letu 1755 je grad kupil grof Gaisruck in snel tudi ostrešje. Najlepše klesance je porabil pri zidavi dvorca Novo Celje med Petrovčami in Žalcem. V gradu zato ni bilo več moč živeti. Grad se je spreminjal v pravo razvalino. Zadnji prebivalci so na njem živeli še leta 1795.
Na začetku 19. stoletja je leta 1803 grad kupil kmet Andrej Gorišek ter grajsko kamenje začel uporabljati za kamnolom.

### 19. in 20. stoletje
Leta 1846 je razvaline kupil štajerski guverner grof Wickenburg in jih dal v last Štajerskim deželnim stanovom. Za razvaline se je leta 1871 začelo zanimati Olepševalno društvo. Celjsko Muzejsko društvo je leta 1882 začelo prizadevanja za obnovo gradu, ki še vedno traja. V času Kraljevine Jugoslavije je mariborska oblast prepustila razvaline mestni občini. Občina je tedaj veliko storila za ohranitev. Med 2. svetovno vojno so bile razvaline zapuščene. Po vojni je Olepševalno društvo nadaljevalo s prenovo. V vogle Friderikovega stolpa so vgradili cementne bloke, ki so nadomestili zropane kamnite. Pred vhodom so tudi uredili primerno parkirišče. Na severni strani je društvo predrlo obzidje in naredilo nov stranski vhod, kjer se konča nova Pelikanova pot.

### 21. stoletje
V zadnjih letih grad tudi od daleč že dobiva svojo prvotno podobo. Morda se gradu obetajo boljši časi v nasprotju z znano krilatico »Danes Celjski grofje in nikdar več.« Turistično društvo Celje v poznem poletju na gradu organizira vsakoletno prireditev »Pod zvezdami Celjanov«, kjer potekajo predstave in prikazi srednjeveškega življenja. Priredili so tudi nekaj glasbenih koncertov (Laibach). Grad v slovenskem prostoru predstavlja pomembno turistično točko. Na leto ga obišče približno 60.000 obiskovalcev. Vsako leto na gradu potekajo tudi Veronikini večeri, zabavno-kulturna prireditev, ki nosi ime prav po Veroniki Celjski. Veronikini večeri prinašajo različne koncerte, gledališke igre in druge prireditve, vsako leto pa organizator v sodelovanju z Mestno občino Celje podeli Veronikine nagrade za najboljšo poezijo ter Zlatnik poezije. Veronikini večeri potekajo že trinajst let, enako že trinajstič podeljujejo Veronikino nagrado, ter petič Zlatnik poezije.
Julija 2016 so na Starem gradu premierno izvedli muzikal Veronika Deseniška, ki si ga je ogledalo več kot 10.000 ljudi in bo zaradi velikega zanimanja ponovno uprizorjen vsak prihodnji julij.

### Fotogalerija
- Celjski grad, oddaljen pogled proti severovzhodu
- Celjski grad, pogled z Miklavškega hriba proti vzhodu
- Pogled s stolpa, na desni stari del mesta
- Friderikov stolp
- Stari del gradu
- Glavni stolp
- Obzidje

- Celjski grad, pogled proti dvorišču
- Obzidje starega dela
- Pogled s Friderikovega stolpa
- Friderikov stolp od spodaj
- Proti staremu delu gradu